# David Shimoni
David Shimoni (en hébreu : דוד שמעוני) (25 août 1891 - 10 décembre 1956) est un poète, écrivain et traducteur israélien.

## Biographie
Shimonovitch (plus tard David Shimoni) est né à Babrouïsk en Biélorussie (alors partie de l'Empire russe) de Nissim Shimonovitch et Malka Fridland. Bien qu'il ait vécu en Palestine ottomane pendant un an en 1909, il n'a pas immigré en Palestine sous administration britannique jusqu'en 1920. Il est l'un des premiers membres d'Al-Domi.

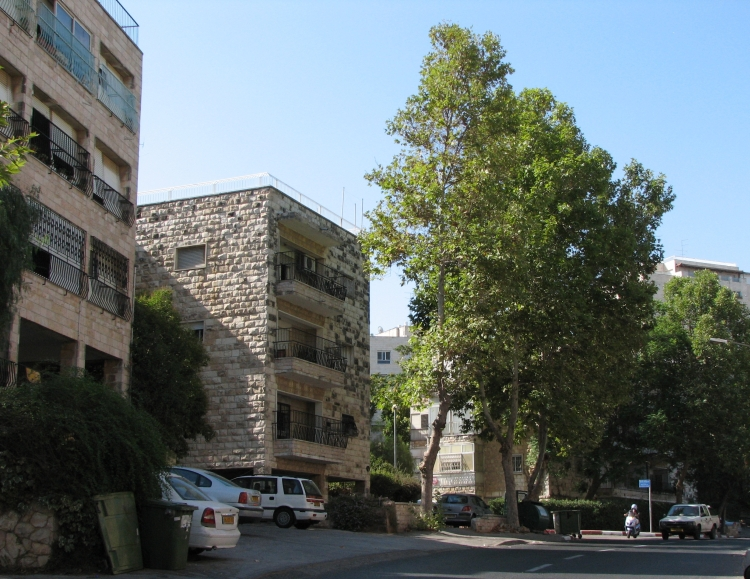
Rue Shimoni, Jérusalem

En 1936 et 1949, Shimoni reçoit le prix Bialik de littérature. En 1954, il reçoit le prix Israël, pour la littérature et est également récipiendaire du prix Tchernichovsky pour une traduction exemplaire.
La rue Shimoni à Jérusalem porte son nom, tout comme la rue Shimoni à Beersheva, en Israël.